# Kanelnötväcka
Kanelnötväcka (Sitta cinnamoventris) är en asiatisk fågel i familjen nötväckor inom ordningen tättingar. Tidigare behandlades den som en del av kastanjenötväckan (S. castanea).

## Utseende
Kanelnötväckan är en medelstor (13-14 cm) nötväcka med lång, djup och bredspetsad näbb. Den har det för många nötväckearter typiska utseendet med blågrå ovansida och brett svart ögonstreck som bildar en tunn mask. Båda könen har bleka spetsar på undre stjärttäckarna. Hanen har djupt kastanjefärgad undersida och vit kind, honan mer kanelbrun under men med mer kontrasterande vit kind än andra arter.

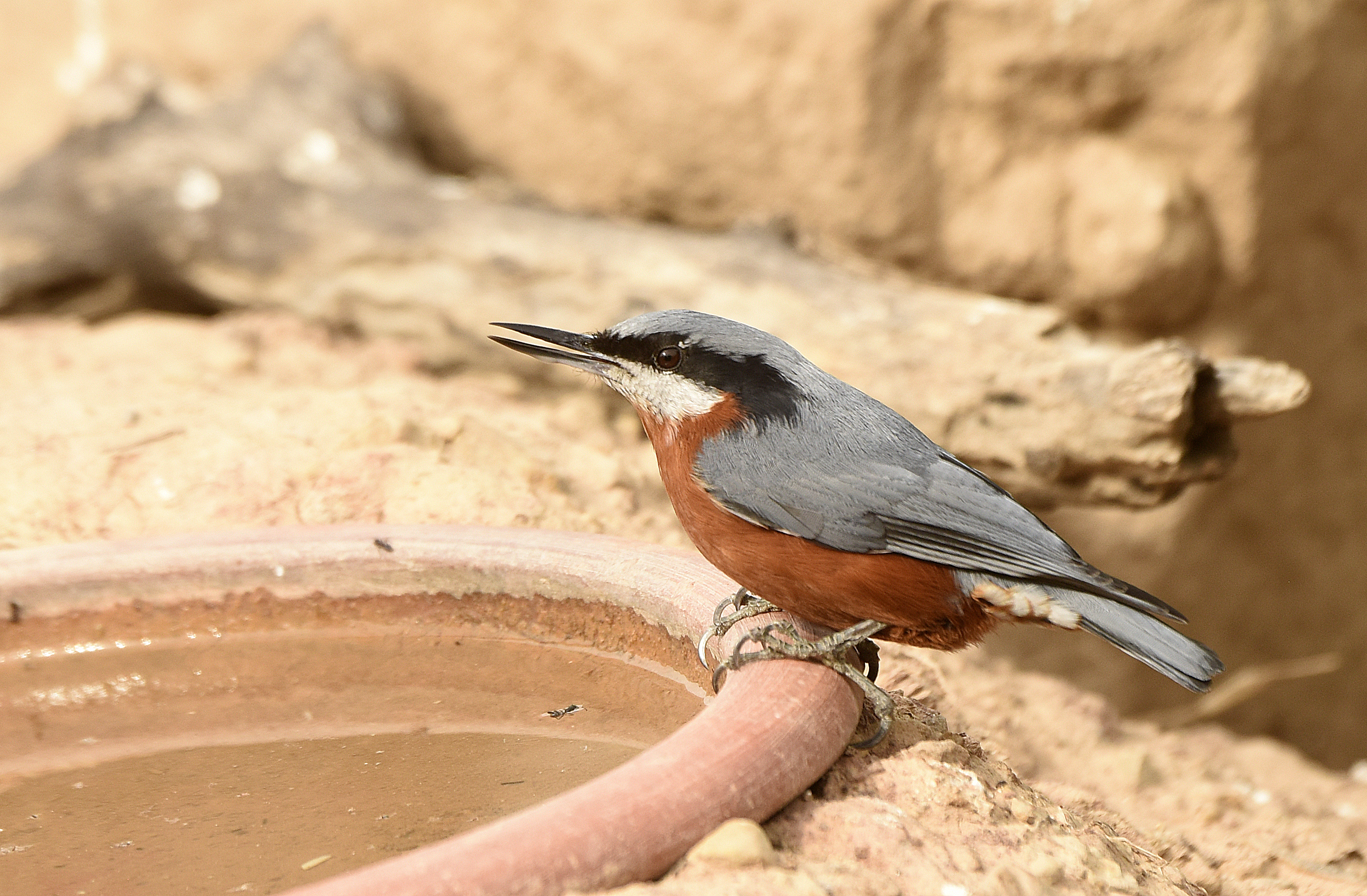
Hane.

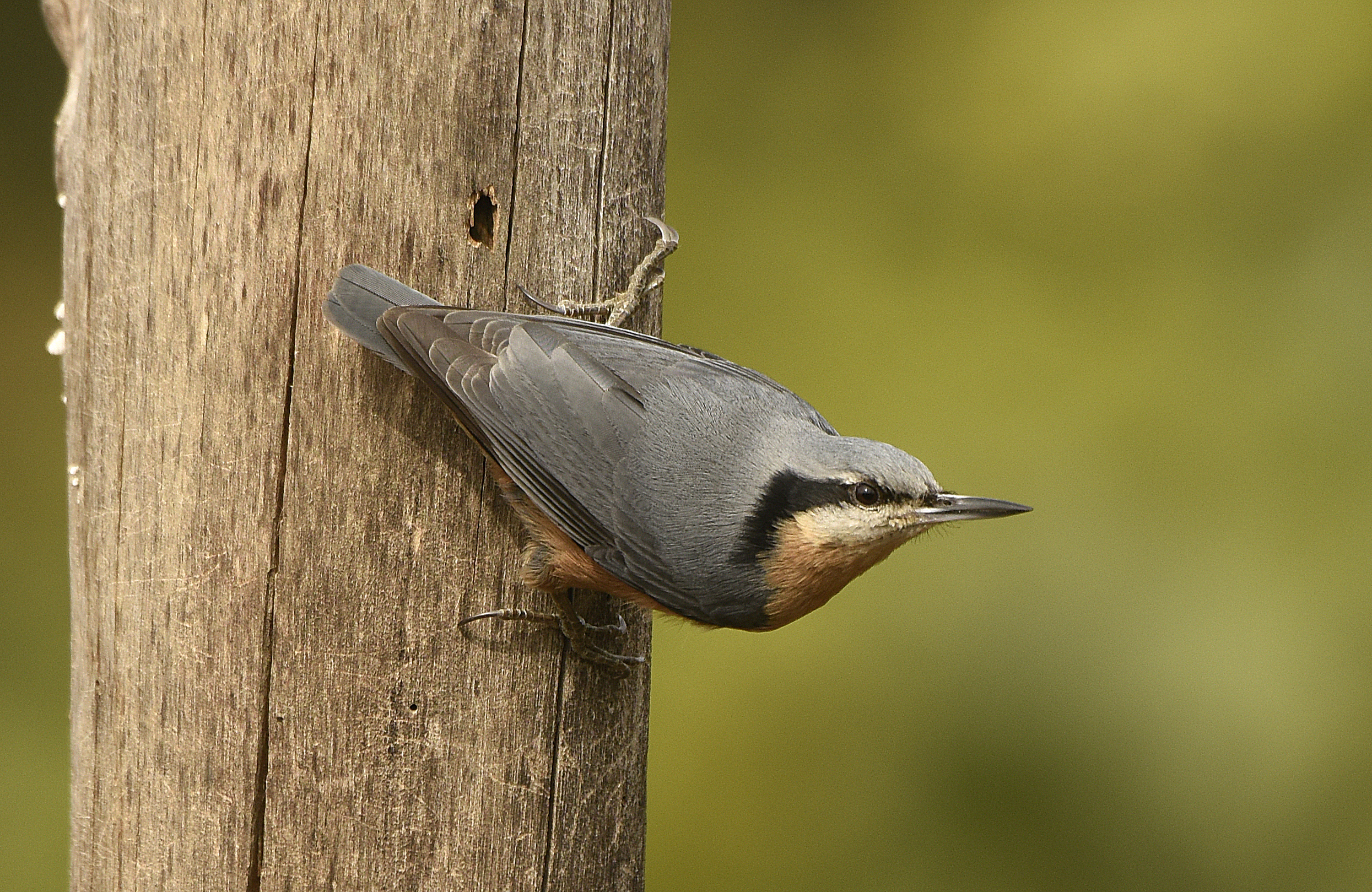
Hona.

Arten är mycket lik kastanjenötväckan (S. castanea) och tidigare behandlades de som samma art. Kanelnötväckan är dock större med längre och kraftigare näbb samt har mindre kontrast mellan hjässa och mantel, något ljusare undersida och skifferfärgade undre stjärttäckare med breda vita subterminala band och kastanjefärgade spetsar istället för kastanjefärgade med grå mitt.

## Utbredning och systematik
Kanelnötväcka delas in i fyra underarter med följande utbredning:
- Sitta cinnamoventris almorae – förberg till västra Himalaya (från Pakistan till östra Nepal)
- Sitta cinnamoventris koelzi – sydöstra Arunachal Pradesh till Assam och närliggande nordvästra Myanmar
- Sitta cinnamoventris tonkinensis – södra Yunnan till norra Thailand, norra Vietnam samt norra och centrala Laos
- Sitta cinnamoventris cinnamoventris – östra Himalaya (från östra Nepal till nordvästra Yunnan och Arunachal Pradesh

Även populationen i sydöstra Bangladesh tros till höra kanelnötväckan.
Tidigare betraktades den som en del av kastanjenötväcka (S. castanea) och vissa gör det fortfarande, men skiljer sig dock åt i utseende, genetik, läten och har parapatrisk utbredning.

## Levnadssätt
Kanelnötväckan förekommer i större delen av utbredningsområdet i öppen lövskog, framför allt som domineras av salträd (Shorea robusta). Där kanelnötväckan möter kastanjenötväckan ses kanelnötväckan på högre höjd. Den lever av insekter, men också frön och nötter. Fågeln ses enstaka, men oftare i par eller lösa familjegrupperingar. Den häckar mellan april och maj i Himalayas förberg och nordöstra Indien (Meghalaya). Arten är en stannfågel.

## Status och hot
Arten har ett stort utbredningsområde och beskrivs som generellt vanlig, men minskar i antal. Utifrån dessa kriterier kategoriserar IUCN arten som livskraftig (LC). Världspopulationen har inte uppskattats men den beskrivs som generellt vanlig.